# ATEME
ATEME은 H.265/HEVC, MPEG4, MPEG2 와 같은 비디오 압축 전문 기술을 가진 프랑스 방송장비 회사로, 전송단에서 사용되는 하드웨어 인코더/디코더를 포함, 멀티스크린 및 OTT, VOD를 위한 솔루션들을 가지고 있다. ATEME은 1991년에 설립된 회사로, 프랑스 파리 근교 Vélizy에 본사가 있고, 미국의 마이애미와 로스앤젤레스, 중국 베이징, 대한민국 서울에 사무실을 두고 있다. 전 세계에 파트너 및 리셀러들을 두고 있으며, 60개국 이상에서 ATEME 솔루션을 사용하고 있다.
ATEME은 2012년 6월부터 프랑스 정부기금으로 운영되는 코덱 연구 프로젝트인 4EVER 프로젝트의 일원으로 프랑스 텔레비전, 오렌지 텔레콤 등과 함께 참여 중이다. 이 프로젝트는 HEVC 코덱 기술이 가져다 줄 이득을 궁극적으로 보여주고자 하는 데 있다. HEVC 코덱은 네트워크 대역폭을 현저하게 줄여, HD 컨텐츠 들을 스마트폰과 같은 모바일 장비에서 혹은 Ultra High Definition 컨텐츠등을 집과 영화관등에서 볼 수 있게 만들어 주는 새로운 코덱 기술이다.
ATEME은 4K TV/UHDTV HEVC 인코딩 소프트웨어를 2012년 IBC 쇼, 암스테르담에서 이미 시현한 바 있으며, Kyrion(키아리온) 시리즈인 MPEG2/4 SD/HD 하드웨어 인/디코더와 TITAN (타이탄) 시리즈인 VOD 및 OTT 솔루션을 가지고 있다. ATEME은 세계 브로드캐스팅 연합인 DVB, SMPTE, NAB, SVG, VIDTRANS, iamb, ABU, WTA, SSPI의 회원으로도 활발히 활동하고 있다.
ATEME 솔루션은 DirecTV, GlobeCast, P&TLuxembourg, France Televisions, Eutelsat, Cyfrowy Polsat, Taiwan Broadcasting System, Eurovision, Saudi Telecom, Calhoun Satellite Communications, 2SAT Europe, TrueVisions - Thailand, Digicable – India 등과 같이 전 세계 다양한 방송사 및 통신사에서 사용되고 있다.